# Schistogonia sanguinea
Schistogonia sanguinea är en insektsart som först beskrevs av Fabricius 1803.  Schistogonia sanguinea ingår i släktet Schistogonia och familjen spottstritar. Inga underarter finns listade i Catalogue of Life.